# (145) Adeona
(145) Adeona est un astéroïde de la ceinture principale découvert par Christian Peters le 3 juin 1875, nommé d'après Adéona. En 2018 on lui a découvert une activité cométaire.
La sonde Dawn avait tout juste assez de carburant pour réaliser un survol, mais la NASA en a décidé autrement.